# Đoàn Tử Quang
Đoàn Tử Quang (1818-1928), được xem là người cao tuổi thứ hai đỗ cử nhân trong lịch sử khoa bảng Việt Nam sau Vũ Đình Thự (84 tuổi), vào khoa thi năm Thành Thái thứ 12 (1900) khi đã 82 tuổi.

## Tiểu sử
Đoàn Tử Quang sinh năm 1818 đời vua Gia Long, quê ở làng Phụng Đạt, xã Phụng Công, huyện Hương Sơn, tỉnh Hà Tĩnh (nay thuộc xã Đức Lạc, Đức Thọ, Hà Tĩnh), là con thứ hai của ông Đoàn Nhuyện (biệt hiệu Liệt Giang cư sĩ) và bà Lê Thị Nậm. Mồ côi cha từ nhỏ, Đoàn Tử Quang lớn lên dưới sự dạy bảo của người mẹ đã thủ tiết thờ chồng nuôi con từ năm 20 tuổi và dạy dỗ con trẻ nên được tiếng tốt và được vua ban cho tấm biển “Tiết hạnh khả phong”.
Từ nhỏ Đoàn Tử Quang đã được mẹ khuyến khích học hành, theo đuổi khoa cử để lập công danh nên ông chăm chỉ học tập. Dù vậy, như câu thành ngữ “học tài thi phận”, ông thi nhiều lần mà không đỗ. Mãi tới năm 49 tuổi, ông mới lần đầu tiên thi đỗ Tú tài và cũng chỉ đỗ Tú tài lần thứ hai khi ông đã 66 tuổi. Trước khi đậu cử nhân, ông đã đi thi 21 lần.
Theo sách Quốc triều Hương khoa lục của Cao Xuân Dục, cũng trong cùng khoa thi Canh Tý 1900, tại trường Hương Hà Nội - Nam Định (năm đó 2 trường Hà Nội và Nam Định thi chung), ghi nhận thí sinh Vũ Đình Thự, người xã Bình Cách, huyện Đông Quan, tỉnh Thái Bình, đỗ Cử nhân thứ 62 trong số 90 Cử nhân của trường Hà Nội - Nam Định, khi đã 84 tuổi.

## Thi cử
Vào Khoa thi Canh Tý năm 1900, Đoàn Tử Quang không định đi thi, vì tuổi quá cao, nhưng do khoa ấy làng ông không có thí sinh nào dự thi nên các vị chức sắc của làng đã động viên Đoàn Tử Quang đi thi. Năm ấy, vợ cả ông vừa mất, nên ba con trai của ông không được dự thi, vì phải theo luật "đoạn tang" (đang có tang cha, mẹ không được đi thi).
Không thuyết phục được ông, các chức sắc phải đến khuyên nhủ Lê Thị Nậm là mẹ của Đoàn Tử Quang (khi đó đã gần 100 tuổi) để bà cụ hối thúc con phải đi thi. Vốn là người hiếu nghĩa, ông tuân lời mẹ, lều chõng đến trường thi. Qua bốn kỳ thi, Đoàn Tử Quang đạt kết quả hai ưu, hai thứ, kém thủ khoa Phan Bội Châu chỉ có một ưu. Đáng lẽ Đoàn Tử Quang được xếp Á nguyên nhưng khi xét trong quyển, nơi cộng các chỗ tẩy xóa, theo quy định, thí sinh phải viết ba chữ “cộng quyển nội” rồi mới được kê ra từng lỗi, thì ông lại không viết. Lỗi này là lỗi phạm trường quy, theo luật phải đánh hỏng. Bởi vì ông đã vi phạm một sơ suất nhỏ trong quy định ngặt nghèo của trường thi thời đó nên ông bị đánh hỏng, song quan chánh chủ khảo cảm phục chí học hành bền bỉ hiếm có xưa này của ông nên đã làm tờ tấu về triều xin cho ông đỗ nhưng chỉ xếp thứ 29 trong 30 người đỗ.
Việc một ông lão 82 tuổi dự thi đã được Chánh Chủ khảo Khiếu Năng Tĩnh và Phó Chủ khảo Mai Khắc Đôn phải ghi chép lại thành chuyện dưới đầu đề "Mẩu chuyện hay được ghi lại ở Trường Thi" ở trong sách "Khoa Canh Tý" như sau:
| “ | Ông lão vào tôi rời khỏi ghế, cầm tay ông lão cùng đi mà rằng "Đẹp làm sao! thọ làm sao!". Chí khí cao mà kiên định vậy! "xin hỏi mắt cụ có bị mờ không"? Ông lão trả lời "có bị mờ". Tôi lại hỏi "Chân gối cụ có bị mỏi không?". Ông lão đáp: "còn có thể đi bộ, chạy, lễ, bái, đưa, đón được". Ông lão mang ống quyển vào, xét số, hạ lều, xong ngồi ngay ngắn ở giữa chiếu của mình. Trời về chiều khi đã vài ba chục thí sinh nộp bài thì ông lão vai mang ống quyển, tay kéo xe lều chõng lọc cọc, cùng các thí sinh kẻ trước người sau ra về... Vào phúc hạch, viên đề tuyển đưa danh sách thông báo ra ngoài. Tên ông lão có trong số đó. Đến khi đưa quyển vào phúc duyệt, không hề bài nào có chữ đậm nhạt không đúng kiểu hoặc bị nghiêng đổ. Sau khi khớp phách nên biết quyển bài của ông lão về tài năng, ưu; thơ phú, ưu; Văn sách, thứ; phúc hạch, trung bình..... | ” |

## Ngày xướng danh
Gọi đến tên, ông "dạ" và đi vào, đầu tóc bạc phơ. Các quan khách, quan tỉnh cầm tay khen ngợi hồi lâu. Khi được cấp mũ áo ra trình diện, bái ân (lạy ơn vua), bái tứ (lạy tạ được nhận lộc vua), bái yến (lạy tạ khi được ngồi vào bàn tiệc), không hề thấy ông tỏ ra xiêu vẹo, bạc nhược. Yến lão sắp xong ông lấy một ít trong số những thức ăn có thể lấy được, cho vào trong tay áo thụng. Người bên cạnh cười cho rằng ông lão chắc có nhiều cháu chắt, muốn lấy về chia cho chúng cùng vui. Ông chỉ tủm tỉm cười mà không nói.
Sắp về vinh qui, ông vào lạy tạ quan trường. Quan trường nâng dậy không dám nhận lạy của ông mà rằng: "Xin hỏi cụ có người con nào cùng thi không?". Ông đáp: "Thưa có, có ba đứa con cũng đã đi thi ở nhị trường đều đạt trung bình. Vì mùa xuân vừa qua mẹ chúng mất nên không thi tiếp nữa. Lão còn mẹ, lão thi cho mẹ yên lòng".
Quan trường lại hỏi thăm tuổi thọ bà mẹ. Ông trả lời với giọng xúc động: "Chỉ hai năm nữa là vừa chẵn 100". Khi mẹ tôi 17, trời đoạt mệnh cha tôi. Mẹ tôi thủ tiết thờ chồng, nuôi con, đinh ninh con trẻ mồ côi sẽ đỗ... cho đến khi tôi thành niên, vua Tự Đức xuống chiếu ban khen những người đàn bà trinh tiết. Mẹ tôi được thưởng 15 lạng bạc. mẹ tôi bảo tôi: "Từ ngày mẹ về làm dâu ở gia đình này, mẹ chưa từng thấy cha con bỏ đọc sách một ngày nào, có chí mà chưa có toại. Con cần phải học làm gương cho con cháu nối đời noi theo"...
Khi trở về "Vinh quy bái tổ", Tổng đốc Nghệ An khi ấy là Đào Tấn đã cảm tác bài thơ tặng ông:
Khá lắm Hương sơn Đoàn Tú tài
Xuân xanh vừa đúng tám mươi hai
Trường văn múa bút râu như mác
Quế đỏ cành thơm cướp vác vai
Quế đỏ cành thơm cướp vác vai
Ung dung chống gậy tới Nam cai
Nhà huyên tuổi hạc chín mươi tám
Giờ thấy con ta đắc ý rồi. 
Thủ khoa kỳ thi đó là Phan Bội Châu, đã cảm phục và sáng tác bài ca tặng ông và đôi câu đối:
Xảo thật trời kia, xảo thật nguyệt kia, hẵng đem mùi cay đắng thử khách tài hoa, đã toan phụ tám mươi năm nợ nần thư kiếm;
Lạ thay người ấy, sướng thay người ấy, muốn ôm mớ văn chương về trả tạo hóa, mà lại xem muôn ngàn dặm cái phong vân.

## Làm quan
Dưới triều Nguyễn, theo quy định, các quan tới tuổi 65 sẽ hồi hưu. Song để đền đáp và khuyến khích ý chí và nghị lực phi thường của ông nên triều đình vẫn đặc cách bổ dụng làm quan. Từ năm 1901 tới năm 1903, ông được cử làm chức huấn đạo huyện Hương Sơn, rồi huấn đạo huyện Can Lộc. Năm 85 tuổi, ông xin về hưu để phụng dưỡng mẹ già khi ấy đã trên 100 tuổi. Vào năm 1924, khi ông thượng thọ 106 tuổi,  triều đình đã phong hàm Hàn lâm viện thị độc tặng ông.
Ông mất vào năm 1928, thọ 110 tuổi. Cả cuộc đời ông từ khi sinh ra vào đời Gia Long - vua đầu tiên nhà Nguyễn đến khi mất vào đời Bảo Đại - vua cuối cùng của triều đại này đã trải qua tất cả các đời vua nhà Nguyễn. Đoàn Tử Quang là trí thức khoa bảng có tuổi thọ cao nhất trong lịch sử Việt Nam (bên cạnh tiến sĩ Nguyễn Xuân Chính thọ 107 tuổi và tiến sĩ Nguyễn Như Đổ thọ 102 tuổi).